# Fondali di Brucoli - Agnone
Fondali di Brucoli - Agnone este o arie protejată (arie specială de conservare — SAC, sit de importanță comunitară — SCI) din Italia întinsă pe o suprafață de 1.338 ha, integral marine.

## Localizare
Centrul sitului Fondali di Brucoli - Agnone este situat la coordonatele 37°18′05″N 15°09′15″E / 37.301389°N 15.154167°E.

## Înființare
Situl Fondali di Brucoli - Agnone a fost declarat sit de importanță comunitară în septembrie 1995 pentru a proteja 1 specie de animale. Situl a fost protejat și ca arie specială de conservare în februarie 2020.

## Biodiversitate
Situată în ecoregiunea mediteraneană, aria protejată conține 3 habitate naturale: Recifuri, Straturi cu Posidonia (Posidonion oceanicae), Bancuri de nisip acoperite în permanență slab de apă marină.
La baza desemnării sitului se află o specie protejată de  mamifere: delfin mare (Tursiops truncatus)
Pe lângă speciile protejate, pe teritoriul sitului au mai fost identificate 2 specii de plante, 2 specii de nevertebrate, 1 specie de pești.